# Обезьяна приходит за своим черепом
«Обезьяна приходит за своим черепом» — антифашистский роман советского писателя Юрия Домбровского, написанный в Алма-Ате в 1943—1958 годах.
Действие романа происходит в неназванной западноевропейской стране в годы, предшествующие Второй мировой войне, в годы нацистской оккупации и в послевоенные годы. Так как страна Домбровским не названа, в романе создаётся собирательный образ различных судеб жителей Западной Европы, переживших войну и оккупацию.
Роман написан как мемуары 27-летнего западноевропейского журналиста Ганса Мезонье — сына профессора палеоантропологии, выпускника Высшей школы юридических наук, редактора юридического отдела крупной газеты. Как журналист послевоенной западноевропейской газеты, Ганс Мезонье ведёт последовательную борьбу против реабилитации и интеграции в общественные и государственные структуры бывших нацистских преступников, из-за чего его обвиняют в антигосударственной деятельности и подыгрывании коммунистам.
Главный герой романа, отец Ганса — профессор Леон Мезонье, основатель и директор вымышленного Международного института палеантропологии и предыстории, учёный с мировым именем, признанный в Западной и Восточной Европе, а также в СССР. С началом и распространением нацистской оккупации Европы усиливаются позиции сторонников расовой теории Третьего рейха и на антропологические исследования Леона Мезонье обрушиваются нападки. Профессор отвечает на это книгой «Моя борьба с мифом XX века» (прямой научной критикой расовых теорий, содержащихся в книгах «Моя борьба» Адольфа Гитлера и «Миф XX века» Альфреда Розенберга). После оккупации нацистами города, в котором жил и работал Леон Мезонье, арестов и убийств его коллег и учеников, отречения от своих взглядов и сотрудничества с нацистами некоторых из них, профессор Мезонье оказывается перед тяжёлым выбором: нацисты активно склоняют его к сотрудничеству, используя убеждение, давление и открытые угрозы. Профессор Мезонье, не желая предавать собственных убеждений, совершает самоубийство. Свой последний научный труд он завещает Институту мозга в Ленинграде и передаёт его бойцам Сопротивления для переправки в СССР. Книга будет издана в Москве уже после войны.
Антиподом профессора Мезонье в романе является его коллега, учёный и журналист Иоганн Ланэ, пошедший в годы войны на сотрудничество с оккупационными властями ради выживания и смирившийся с послевоенной интеграцией в общественные и государственные структуры западноевропейских стран бывших нацистских преступников ради сохранения карьеры редактора крупной газеты.